# Encelia californica
Encelia californica es una especie de planta con flores de la familia de las margaritas conocida en inglés por el nombre común de California brittlebush. También se le conoce comúnmente como "girasol de la costa de California" y "girasol arbustivo de California".

## Distribución
Este arbusto es originario del sur de California (EE. UU.) y el norte de Baja California (México). Es un miembro de la comunidad de plantas de salvia costera en la costa, y la comunidad de plantas de chaparral y bosques en las estribaciones del interior en las  cordilleras transversales  y peninsulares.

## Descripción
Encelia californica es un arbusto tupido que alcanza entre 50-150 cm (20-60 pulgadas) de altura. Tiene muchas ramas delgadas cubiertas de hojas verdes muy espaciadas que tienen forma de diamante redondeado.
Las inflorescencias son parecidas a las margaritas, con 15 a 25 flósculos radiales de color amarillo brillante de 1 a 3 centímetros de largo alrededor de un centro de flósculos del disco que sobresalen de color amarillento a marrón violáceo.
El fruto es un aquenio de 5 a 7 milímetros de largo, sin pappus. Florece de febrero a junio y atrae mariposas, abejas y otros insectos.

## Usos
Es una planta hospedante de las larvas de la mariposa Euphydryas editha, una especie amenazada.
Encelia californica se cultiva en viveros especializados como planta ornamental, para su uso en plantas nativas y jardines de vida silvestre, y proyectos de paisajismo natural. Es tolerante a la sequía pero no a las heladas y necesita pleno sol.